# 史汀 (摔角手)
史蒂夫·柏登（英語：Steve Borden，1959年3月20日—）是出生於美國內布拉斯加州奧馬哈的男性摔角手，目前受聘於全精英摔角（AEW），他個人所採用最廣為人知的擂台名稱為「史汀」（Sting）；而在香港，在1994年至1995年期間由亞洲電視播映的週末摔角大狂熱中稱為「魔蠍史丁」。在外型風格上是會在臉部顏面塗上彩繪造型的選手。
史汀在近30年來的摔角經歷裡曾於NWA、WCW、TNA等聯盟中，共拿下10來次以上的重量級冠軍腰帶，並於2012年6月獲選為TNA摔角聯盟的名人堂選手，以及4度在摔角雜誌《Pro Wrestling Illustrated》被讀者票選獲選為年度最受歡迎摔角手。而史汀在2014年正式加入世界最大職業摔角聯盟世界摔角娛樂（WWE）之前，也曾被WWE官方評選為是尚未於WWE節目出賽之摔角明星裡、最受歡迎的首位。

## 摔角經歷

### CWA時期
柏登於1985年在美國大陸摔角協會（Continental Wrestling Association、CWA）以「閃光」（Flash）做為擂台角色名，當時他曾與詹姆士·布萊恩·赫爾維格（往後的摔角手終極戰士）以「美國威力組合」（Power Team USA）作為雙打隊伍名稱。
後續因觀眾普遍反應不佳，柏登與赫爾維格被協會安排改以反派風格的雙打組合「銀翼殺手」（Blade Runner）給重新包裝登場，當時赫爾維格除改以洛克（Rock）作為擂台名外，柏登也開始更改擂台名為往後最眾人所知的「史汀」。

### UWF時期
史汀與赫爾維格之後轉戰到環球摔角聯盟（Universal Wrestling Federation、UWF），但1986年期間赫爾維格以「終極戰士」的擂台名跳槽到世界摔角聯盟下。之後史汀在節目上多參與一些反派身份的角色，其中曾在1986、1987年分別與艾迪·吉伯特、以及瑞克·史丹那等人搭檔共拿下2次UWF雙打冠軍腰帶。
在1987年史汀被安排與克里斯·亞當斯搭檔轉型成正派，之後也贏得UWF電視冠軍腰帶，但隨後不久UWF被國家摔角聯盟NWA（National Wrestling Alliance、NWA）買下。

### NWA時期

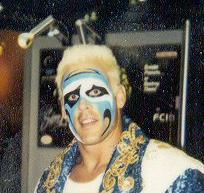
史汀早期的顏面彩繪造型為較花俏的風格。

於1987年7月加入NWA的史汀不久即被節目主要人士德斯提·羅茲安排加入當月的付費收看節目《Starrcade'87》的開場六人大戰裡，且成為少數來自UWF的選手中能被NWA捧紅的選手。
不久隔年3月，史汀便已分配在重要賽事裡登場；與外號「Natural Boy」的瑞克·福萊爾舉行NWA重量級冠軍腰帶比賽，該比賽當時打了超過45分鐘、最後在不能分出勝負情況下被宣佈平手。之後史汀除持續與福萊爾對打外、也有與福萊爾組成的摔角團體「四騎士」（The Four Horsemen）在節目比賽上對抗。而此期間以節目上正派角色身份的史汀除獲得觀眾迴響外，也有在1988年的付費收看節目之一《Starrcade'88》和德斯提·羅茲合組對抗道路戰士爭取NWA雙打冠軍腰帶。
1989年一月期間史汀前往日本的全日本摔角聯盟、體驗首次的海外巡迴賽事。隨後一段期間史汀擊敗麥克·羅丹達（往後WWF上登場的選手「I.R.S」以及布雷·外耶特之父）、奪得NWA電視冠軍腰帶榮譽。而89年的年中裡，前往美國發展的日本摔角手武藤敬司；與史汀相同採用以顏面彩繪造型的模樣「Great Muta」（愚零鬥武多）、進入了NWA摔角聯盟。當時史汀與武藤有過多場一對一單打比賽，其賽事結果大多是因一方犯規而比賽無效。直到9月的一場不限規則的賽事中，武藤敬司使用短棍擊敗史汀、拿下了在NWA的腰帶。而之後秋季的付費節目賽事之一《Halloween Havoc 1989》裡，NWA進一步安排史汀與瑞克·福萊爾合組；對抗武藤敬司與泰瑞·放克的雙打比賽。
後續1990年NWA節目上則持續推出史汀與福萊爾的賽事紛爭，在當年7月夏季的《The Great American Bash》大賽上史汀擊敗福萊爾、首次奪下NWA重量級冠軍腰帶。初秋期間另推出讓福萊爾化身成神秘的蒙面摔角手「黑蠍子」（The Black Scorpion）、來襲擊史汀的新劇情。

### WCW時期

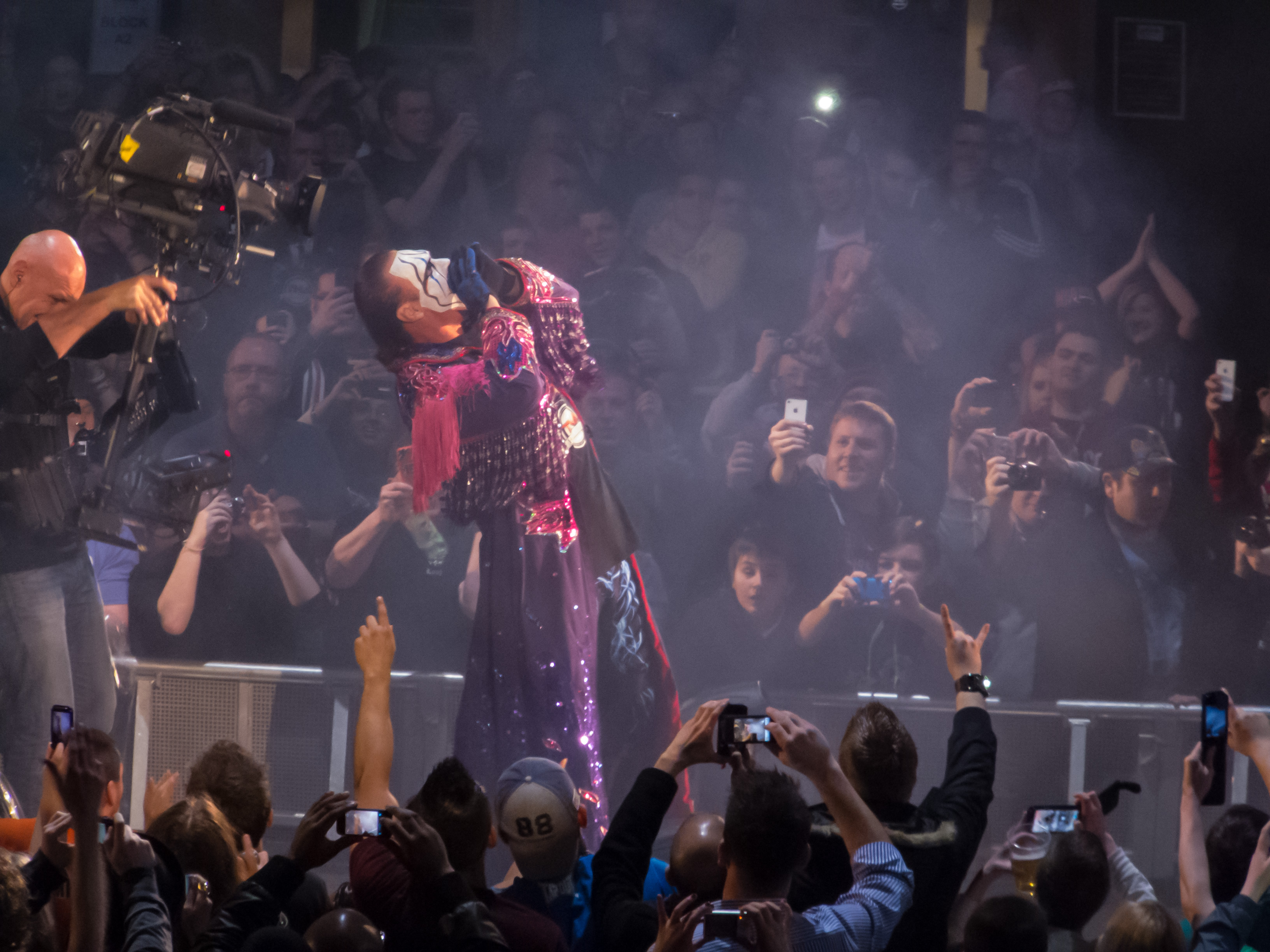
雙手舉起對觀眾高聲呼喊是史汀的招牌動作。

#### 初期
1991年1月世界冠軍摔角聯盟WCW從NWA旗下脫離獨立運作，史汀則留在WCW下持續出賽。當年史汀與NWA期間的搭檔萊克斯·魯格、對抗瑞克·史丹那及史考特·史丹那兄弟的雙打賽被評為WCW的91年度最佳賽事，而史汀也在8月中擊敗史蒂夫·奧斯汀奪得WCW美國冠軍腰帶。
緊接1992年史汀被安排與近200公斤重的選手「皇帝戰士」貝達對抗，在跟貝達的單打比賽中、史汀曾因受招貝達的身體撲擊而傷了三根肋骨。而7月的付費節目《The Great American Bash》上史汀輸給貝達失去冠軍腰帶，不過隨後在8月的《Starrcade'92》上擊敗貝達再次奪回腰帶。

#### nWo出現
1996年夏季，兩名前WCW摔角明星凱文·奈許與史考特·霍爾合組成雙打團隊「The Outsiders」從WWF（WWE）聯盟跳槽回到WCW、並引發造成節目上的熱門話題。當時擔任節目正派的史汀則再次與萊克斯·魯格，負責對抗飾演反派一方的The Outsiders。隨後不久另一名巨星好萊塢·霍肯與奈許及霍爾另組成往後勢力更巨大的反派團體「新世界秩序」（New World Order、nWo）。而節目則安排讓史汀與魯格、以及福萊爾等人合作，對抗製造新話題的反派nWo。
之後當時節目的策劃人之一艾瑞克·比紹夫進一步想到讓原先以「眼鏡蛇」（Cobra）為擂台名的摔角手傑夫·法曼、假扮成冒牌的「nWo史汀」（nWo Sting）來襲擊魯格，讓魯格等人質疑史汀是否已加入nWo的新噱頭戲碼，而此橋段安排最後是讓史汀在眾人懷疑下憤怒宣告要離開WCW。而暫時消失在WCW的史汀則前往新日本摔角聯盟，與蝶野正洋、及越中詩郎等人打過幾場賽事。

#### 轉型
1996年10月21日，史汀在nWo史汀的賽事上突然出現且突擊對方，當時史汀的外型上改成身著黑色大衣，臉上的彩繪造型也改成模仿李國豪在電影《龍族戰神》裡的白底黑紋模樣。在攻擊冒牌的nWo史汀後，在節目上的泰德·迪比亞西與凱文·奈許上前表示願意讓史汀加入nWo，而劇情結局是史汀對此未多回應。
之後史汀在節目的外型風格上改變成手持黑色球棒兇器、沉默寡言的冷酷人物，並在模仿《龍族戰神》的顏面彩繪造型上持續修正調整，而仿冒成nWo史汀的傑夫·法曼也依照著史汀在節目的新造型於外貌上作相同變化。在史汀與冒牌nWo史汀的恩怨橋段減少後，傑夫·法曼則持續以nWo史汀的身份、前往海外新日本摔角聯盟，加入由蝶野正洋領軍的nWo Japan發展為主。

#### 加入nWo
再次出現在WCW的史汀，於節目上擔任著孤身奮戰、用各種暗襲、以及心理戰對抗nWo全體成員的角色，而史汀與nWo對立的戲碼，常讓當時WCW週一固定播放的摔角節目《Nitro》、超過同一時段的WWF節目《Monday Night Raw》。之後1997年冬季付費節目《Starrcade'97》的壓軸賽，便是讓史汀對上nWo團體首領好萊塢·霍肯，且當時讓另一名正從WWF跳槽來的巨星布雷特·哈特擔任客座特別裁判。
1998年WCW節目製作讓nWo內部分裂的新戲碼，當時分成以凱文·奈許為首的「nWo Wolfpac」、與以好萊塢·霍肯為首的「nWo Hollywood」，之後結果是讓史汀與萊克斯·魯格和The Gaint加入凱文·奈許的陣營。而隨後不久即上演著史汀與The Gaint雖然合力奪下雙打冠軍腰帶、但立場不合而分裂的橋段；當年夏季則有與史汀和魯格搭檔、對抗霍肯及屬於nWo Hollywood顧問的布雷特·哈特之重頭戲。

#### 營運結束
在nWo方面的劇情逐漸式微後，史汀後續有與「DDP」達勒斯·沛莒、以及比爾·戈柏等人發生劇情。1999年7月19日也曾有過讓史汀以擊敗瑞克·福萊爾為條件、成為WCW新總裁的戲碼。
接著2000年再次前往美國摔角界闖蕩的武藤敬司、於7月期間再以Great Muta的身份出現在WCW上，而10年前便與武藤交手過的史汀同樣安排與對方單打數場比賽，不過結果大多是比賽遭其他選手亂入、或其它因素而比賽無效。
因該時期WCW收視率逐漸不敵WWF，而面臨被WWF收購的命運。在2001年3月26日WCW最後一晚的節目上，史汀被安排為當晚壓軸主賽的選手，而史汀的對手即為自NWA到WCW時期便不斷過招的老對手瑞克·福萊爾。該賽事最後結果為史汀擊敗福萊爾、且互相擁抱致意。

### WWA時期
在WCW被收購後，史汀在2002年冬季加入於澳洲剛成立不久的新摔角聯盟「世界摔角巨星」（World Wrestling All-Stars、WWA），而史汀的首場WWA比賽是於都柏林的巡迴賽上。
史汀在WWA裡曾奪下WWA重量級摔角冠軍腰帶，但隔年2003年5月WWA也面臨節目停止運作狀況。在WWA最後一場比賽上史汀是輸給在WCW期間多次交戰的對手「雙J」傑夫·賈勒特。

### TNA時期

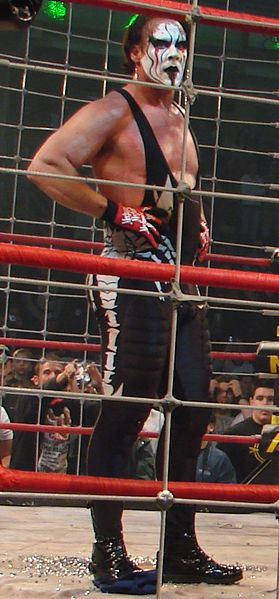
TNA聯盟時期的史汀。

#### 短約
2003年史汀與由傑夫·賈勒特創辦的TNA摔角聯盟簽下出賽四場的短約，而史汀的第一場TNA賽事便是與傑夫·賈勒特合組團隊、迎戰A·J·史泰爾斯與Syxx Pac的雙打比賽。史汀在與TNA的短約結束後則忙於宣傳在2004年上映的關於自身傳記片《史汀：真實時刻》（Sting: Moment of Truth）。

#### TNA冠軍
2005年12月11日，TNA聯盟為了宣傳史汀即將再次出現在TNA的消息，在當天節目上傑夫·賈勒特正慶祝賽事勝利時、將大部份燈光熄滅且在台上螢幕打上代表史汀形象的蠍子圖騰。並在2006年1月1日上TNA的新年節目正式地短暫露面示意。之後當月的付費節目《Final Resolution》壓軸賽裡，史汀現身與基斯頓合組；來對抗賈勒特與Monty Brown的雙打團隊，該賽事最後為史汀擊敗賈勒特結束。而TNA事後表示；當時的《Final Resolution》成為在此之前TNA被最多購買的付費節目。
該年度史汀在節目上的劇情主要集中在與賈勒特之間的恩怨。而年底的付費節目《Bound for Glory》上，由寇特·安格擔任特別客串裁判的主賽裡，史汀擊敗賈勒特拿下TNA冠軍腰帶。隨後2007年期間史汀的劇情則是圍繞在基斯頓、寇特·安格及Abyss等人之間的合作與分裂。

#### 再次轉型
2011年史汀將使用已久模仿電影《龍族戰神》的顏面彩繪替換，改成類似希斯·萊傑在電影《黑暗騎士》中飾演得反派「小丑」的外型模樣，節目上的風格也變成行為瘋狂難以預料、具攻擊性的危險角色。而以角色風格登場的史汀，主要用在與霍肯之間對立的情節上。

### WWE時期

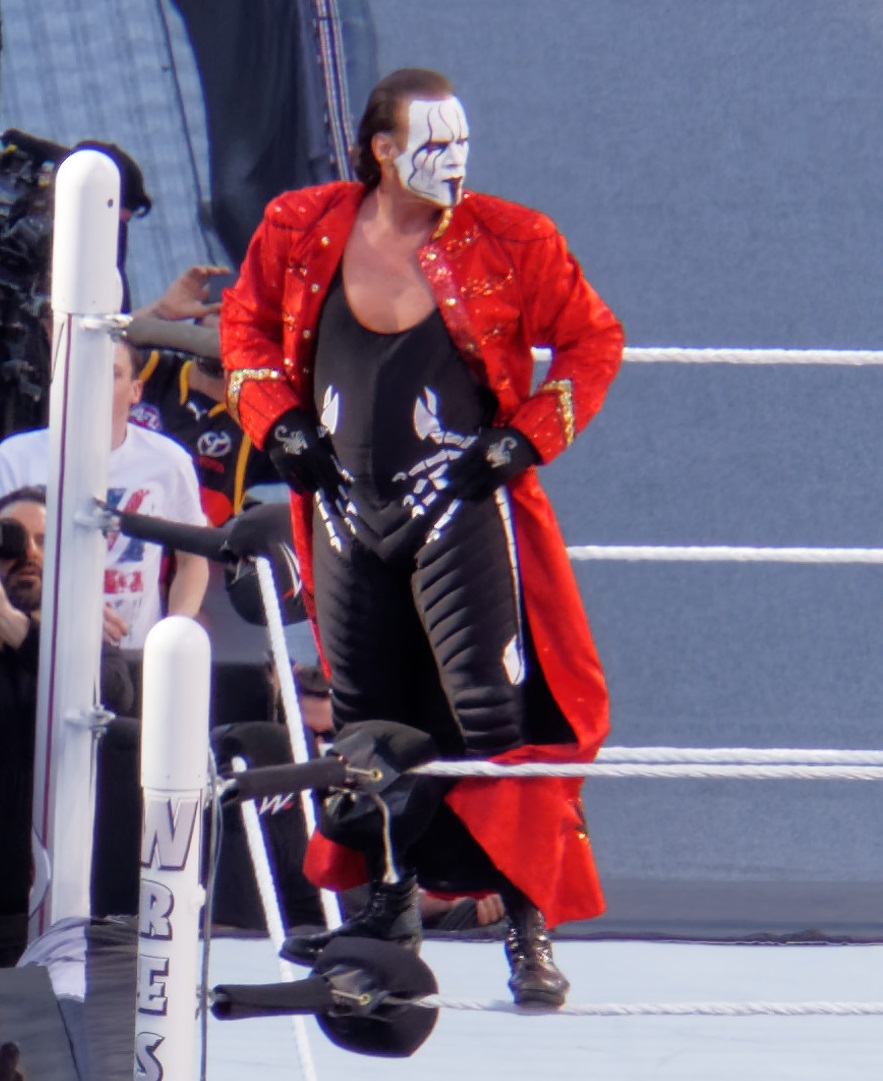
在第三十一屆《摔角狂熱》上登場的史汀。

史汀與TNA的合作關係中止於2014年2月。離開TNA後在外界猜測史汀是否加入WWE時，於4月8日在昔日搭檔終極戰士離世後，史汀在15日出現在WWE的世界摔角娛樂網路服務上，分享過去與對方合作的經驗。之後7月14日WWE在宣佈關於電子遊戲《WWE 2K15》產品消息的當天，表示將在WWE販賣與史汀相關週邊商品，.隨後史汀也在每日鏡報上表示他現在將是WWE聯盟大家庭的一份子，並談論在2015年第31屆《摔角狂熱》中對上送葬者的可能性。同月24日，史汀在聖地亞哥國際動漫展裡；有關美泰兒廠商生產的WWE摔角人物玩具記者會上，擔任特別來賓登場，這也是史汀在WWE裡首次正式採訪會。而對於史汀在WWE裡是純粹出售肖像權作為商業販售行為還是出賽，WWE相關人士保羅·黑門表示他個人也誠懇希望史汀能夠打上一場比賽，若史汀沒那麼做、他個人與史汀的摔角迷將會相當失望。
在2014年11月世界摔角娛樂付費收看節目《強者生存》上以約翰·希南為首團隊對抗賽特·羅林斯為首團隊的五對五大戰主賽中，史汀以突然現身的形式闖入、攻擊了當時擔任節目主要反派人物的Triple H，這也是史汀在WWE節目上首次登場。之後節目上逐步安排Triple H與史汀產生對立的情節，並敲定在2015年第三十一屆《摔角狂熱》上與Triple H進行一對一單打，作為史汀加入WWE的首場賽事，而在摔角狂熱上最終輸給了Triple H。

## 摔角招式

### 終結技
- 蠍型死亡墜擊（Scorpion Death Drop）[25]

※採用自摔角招式中的背向式DDT（Inverted DDT、Reverse DDT），是在對手背面時、用手臂繞向對方頸部前方鎖住後，使勁將對方拉向地面痛砸的動作。史汀在1996年起開始選用此招式為終結技之一。
- 蠍型死亡鎖（Scorpion Deathlock ）[25]

※為摔角鎖技裡的「蠍型固定」（Scorpion Hold）或「神槍手固定」（Sharpshooter），是把倒下地面的對手之雙腿抓住、之後以自身的左右其一單腳作為中心，把對方雙腳架在自己的腿上打叉鎖住。

### 其它代表招式．道具
- 刺針衝擊（Stinger Splash）[26]

※由史汀個人原創的招式。是把對手甩向擂台角柱後，利用助跑加上跳躍的力道、用自己的胸膛來撞向對手。
- 跳躍式金臂勾（Diving Clothline）[26]
- 跳躍式DDT（Diving DDT）[26]
- 跳躍撲擊（Diving Splash）[27]
- 跳躍踢擊（DropKick）[14]
- 手刀劈擊（Knife Edge Chop）
- 勒頸技（Sleeper Hold）[28]
- 單手式顏面落下技（One-handed Bulldog）[26]
- 墓碑式倒栽蔥（Tombstone Piledriver）[29]
- 垂直落下式（Vertical Suplex）[29]
- 黑球棒（Black Baseball Bat）

※史汀在節目賽事上採用的攻擊器具。

## 個人成就

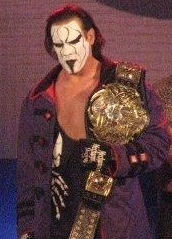
持著TNA冠軍腰帶的史汀

### 冠軍次數
- UWF世界雙打冠軍1次
- NWA重量級冠軍1次[30]
- NWA電視冠軍1次
- WCW洲際世界重量級冠軍2次[31]
- WCW世界重量級冠軍6次[32]
- WCW美國重量級冠軍2次[31]
- WCW雙打冠軍3次（依序與萊克斯·魯格、The Gaint、凱文·奈許等人搭檔）[33]
- WCW歷屆第3位三冠王得主
- WWA世界重量級冠軍1次
- TNA世界重量級冠軍4次[34]
- TNA世界雙打冠軍1次（與寇特·安格搭檔）[35]
- AEW世界雙打冠軍1次（與達比阿利搭檔）

### 大賽成績
- 1989年WCW《Starrcade'89》鐵人戰優勝
- 1991年WCW《Starrcade'91》Battlebowl多人混戰比賽優勝

### 《Pro Wrestling Illustrated》雜誌評選
- 年度最佳復出選手（2006、2011年）[36]
- 年度最佳賽事（1991年與萊克斯·魯格對抗史丹那兄弟）
- 最佳進步選手（1988年）[37]
- 最激勵勵志選手（1990年）[38]
- 最受歡迎選手（1991、1992、1994、1997年）[2]
- 年度選手（1990年）
- 1992年前500大摔角選手第1名[39]
- 2003年前500大摔角選手第15名[40]
- 2003年前100大雙打組合第52名（與萊克斯·魯格的組隊）[41]

### 其它名譽
- 1992年最佳正派摔角選手
- 2007年TNA勵志巨星得主
- 2007年TNA最佳賽事選手（與寇特·安格在《Bound for Glory》的比賽）[42]
- 2009年TNA最佳賽事選手（與A.J Styles在《Bound for Glory》的比賽）[43]
- TNA名人堂選手[1]

### 負面成績
- 1995年WCW最差賽事得主（與Tony Palmore在新日本摔角聯盟《Battle 7》的比賽）
- 2011年TNA最差賽事得主（與傑夫·哈迪在付費節目《Victory Road》的壓軸賽）

## 私人生活

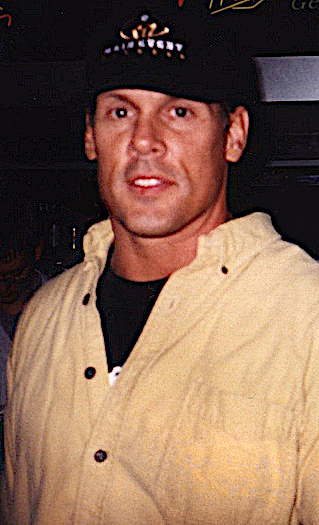
史蒂夫·柏登

史汀於1998年8月重生為基督教徒。在家庭上史汀生有名為賈勒特·李（Garrett Lee）、小史蒂夫（Steven, Jr）的兩名兒子與名叫葛瑞絲（Gracie）的女兒。其中賈勒特·李與小史蒂夫分別曾在大學時期於亞蘇薩太平洋大學與肯塔基大學擔任校內美式足球隊隊員。

## 外部連結
- 史汀的X（前Twitter）
- 史汀的Facebook專頁
- TNA摔角聯盟上的史汀個人資料（英文）
- WWE摔角聯盟上的史汀個人資料（英文）